# Josef Nežerka
Josef Nežerka (* 30. prosince 1954) je československý horolezec a český pískař. S lezením začal ve věku 4 let. V roce 1985 absolvoval svou první himálajskou expedici. Úspěšně dokázal vystoupit na 4 osmitisícovky, z toho na Nanga Parbat jako první Čech spolu s Josefem Rakoncajem. Na Annapurnu navíc vystoupil novou cestou v severozápadní stěně. Nežerka je vystudovaný stavební inženýr a má 3 syny.

## Výkony a ocenění
- 1974: výstupy roku[1]

### Úspěšné výstupy na osmitisícovky
- 1988 Annapurna (8091 m n. m.) – nová cesta
- 1992 Nanga Parbat (8125 m n. m.) – první Čech
- 1996 Mount Everest (8849 m n. m.)
- 2007 Gašerbrum I (8068 m n. m.)[2]

### Další úspěšné výstupy
- 5.8.1974 Piussiho cesta, 6+, Cima su Alto, Dolomity, s Charouskem
- 1988 Chan Tengri (7010 m n. m.)
- 1989 Chan Tengri (7010 m n. m.)
- 1989 Džengiš Čokusu (7439 m n. m.)
- 1990 Fitz Roy (3461 m n. m.)
- 1991 Denali (6190 m n. m.)